# Ingemar Larsson
Helge Ingemar Larsson, född 24 mars 1926 i Karlskoga, död 8 november 2016 i Kristinehamn, var en svensk grafiker, skulptör, färjekapten och verkstadsarbetare.

## Biografi
Larsson studerade vid Otte Skölds målarskola 1947–1948 och arbetade huvudsakligen med grafik och skulptur. Han medverkade i Värmlands konstförenings utställning Höstsalonger på Värmlands museum och på Liljevalchs vårsalong. Tillsammans med sex andra Kristinehamnskonstnärer ställde han ut i Kristinehamns konsthall. Vid sidan av sitt eget skapande var han kursledare i krokiteckning.